# بارك مراد
بارك مراد (بالفارسية: پارک مراد) هي قرية تقع في البلدة المركزية في إيران. يقدر عدد سكانها بـ 651 نسمة بحسب إحصاء 2016.